# James A. Guest (Politiker)

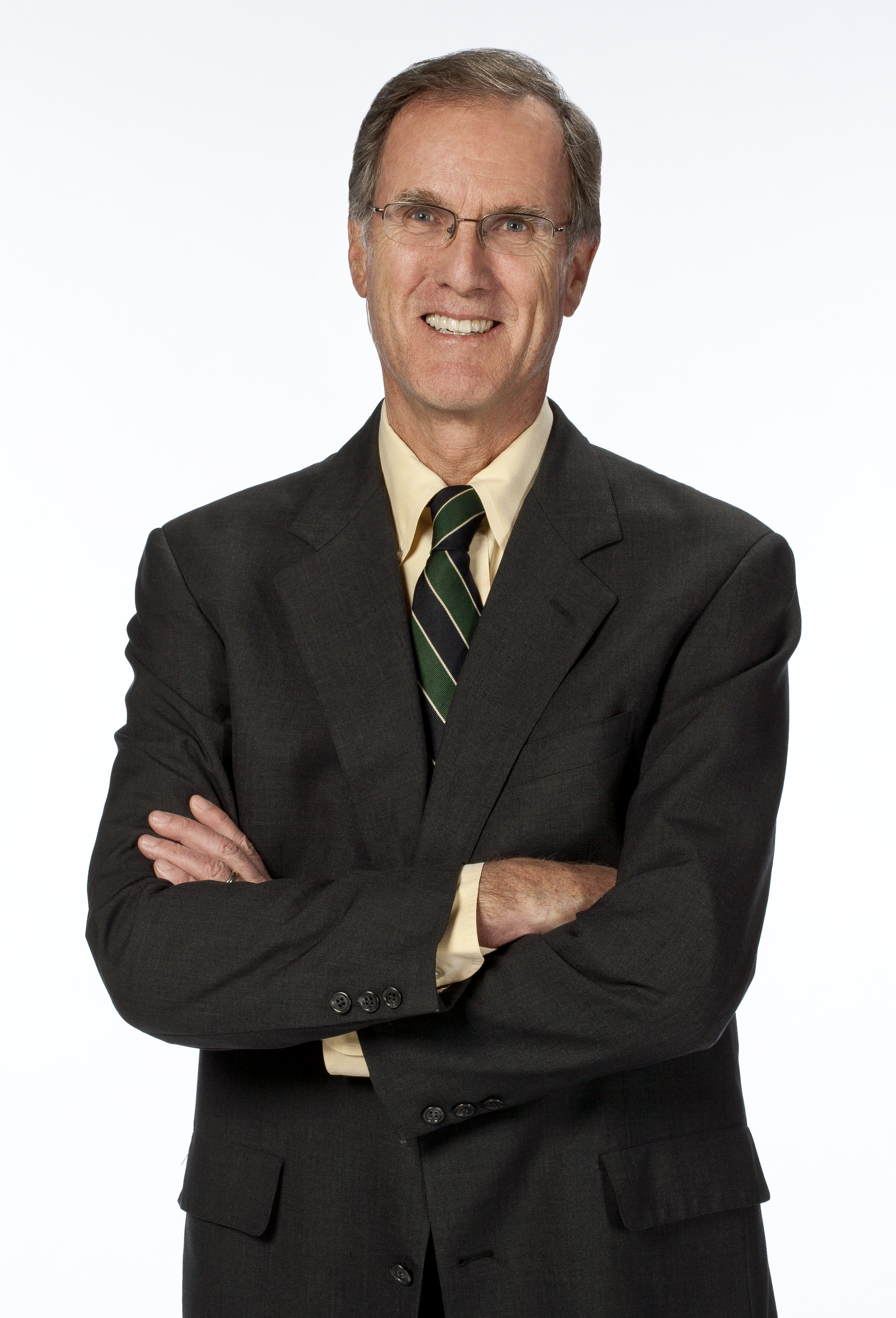
James A. Guest

James A. Guest (* 25. Dezember 1940 in Montclair, New Jersey) ist ein US-amerikanischer Anwalt und Politiker, der von 1977 bis 1981 Secretary of State von Vermont war.

## Leben
James A. Guest wurde in Montclair, New Jersey geboren. Nach seinem Abschluss an der Harvard Law School und dem Ende seines Besuchs des MIT im Rahmen seines Woodrow Wilson Stipendiums der Wirtschaftswissenschaften, arbeitete Guest für den Senator Ted Kennedy.
Bevor er als Mitglied der Demokratischen Partei im Jahr 1977 zum Secretary of State gewählt wurde, war Guest drei Jahre Commissioner of Banking and Insurance und Secretary of Development and Community Affairs. Die Wahl zum Senator des Senats der Vereinigten Staaten verlor Guest im Jahr 1982. Anschließend führte er für unterschiedliche politische Interessengruppen den Vorsitz. Dazu gehörten die Handgun Control Inc. heute Brady Campaign to Prevent Gun Violence und das Center to Prevent Handgun Violence, sowie das Planned Parenthood in Maryland. Er war Gründungsdirektor der American Pain Foundation. Guest war als Anwalt für Verbraucherschutz tätig.
Im Februar 2001 wurde Guest zum Präsidenten und Geschäftsführer der Consumers Union gewählt, zudem gehört er zu den Sprechern von Consumers International.
Guest ist mit Priscilla Frances Beach verheiratet. Das Paar hat zwei Kinder.